# Sękocin Stary
Sękocin Stary – wieś sołecka w Polsce położona w województwie mazowieckim, w powiecie pruszkowskim, w gminie Raszyn. Leży przy drodze krajowej nr 7.
W Sękocinie Starym mieści się siedziba główna Instytutu Badawczego Leśnictwa. Na terenie pobliskiej wsi Słomin mieści się Szkoła Podstawowa w Sękocinie.
W latach 1975–1998 miejscowość administracyjnie należała do województwa warszawskiego.
Miejscowość stała się słynna w latach 2001–2002, kiedy to znajdował się w niej Dom Wielkiego Brata – budynek, w którym mieszkali, otoczeni kamerami, uczestnicy reality show Big Brother, a także studio telewizyjne.
We wsi znajduje się parafia rzymskokatolicka pw. św. Faustyny Kowalskiej należąca do dekanatu raszyńskiego.

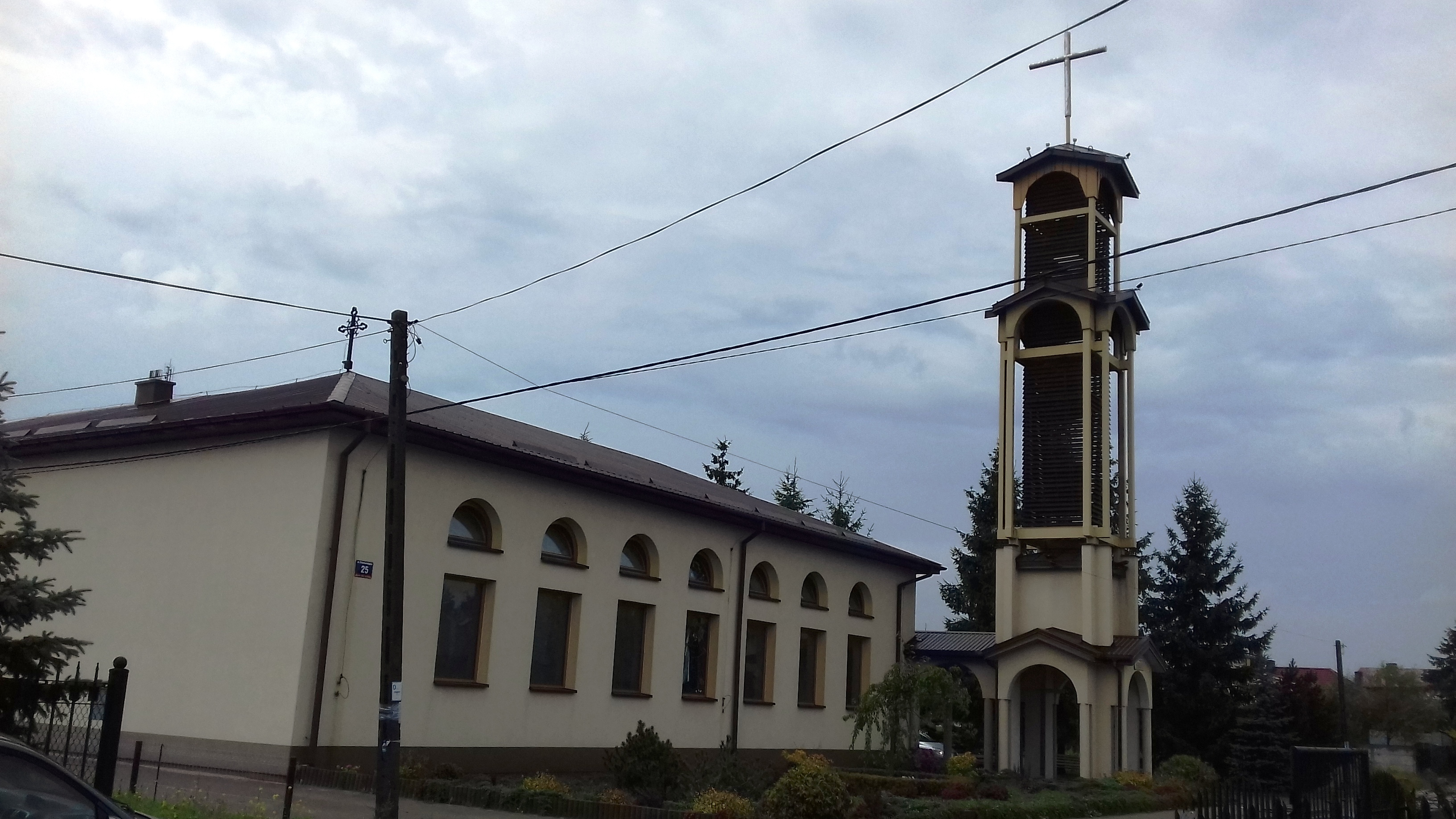
Kościół św. Faustyny Kowalskiej